# Краснолиманское муниципальное образование
Краснолиманское муниципальное образование — упразднённое сельское поселение в Романовском районе Саратовской области Российской Федерации.
Административный центр — посёлок Красноармейский.

## История
Статус и границы сельского поселения установлены Законом Саратовской области от 27 декабря 2004 года № 102-ЗСО «О муниципальных образованиях, входящих в состав Романовского муниципального района».
В 2013 году Краснолиманское и Романовское муниципальные образования преобразованы путём их объединения в Романовское муниципальное образование со статусом городского поселения с административным центром в рабочем поселке Романовка.

## Население
| 2010 | 2012 | 2013 |
| ---- | ---- | ---- |
| 903  | ↘877 | ↘866 |

## Состав сельского поселения
| № | Населённый пункт | Тип населённого пункта          | Население |
| - | ---------------- | ------------------------------- | --------- |
| 1 | Красноармейский  | посёлок, административный центр | ↘664      |
| 2 | Таволжанка       | железнодорожная станция         | 19        |
| 3 | Таволжанский     | посёлок                         | ↘220      |